# World's Columbian Exposition
World's Columbian Exposition også kendt som Verdensudstillingen i Chicago var en verdensudstilling afholdt i Chicago i 1893 for at fejre 400-års jubilæet for Christopher Columbus' opdagelse af Amerika. Det meste af udstillingen var tegnet af Daniel Burnham og Frederick Law Olmsted som en prototype på en moderne by inspireret af Beaux-Arts især inspireret af klassisk europæisk artitektur.
Udstillingen dækkede et areal på 2,4 kvadratkilometer med knap 200 nye bygninger, kanaler og laguner. 46 lande deltog, og godt 27 millioner gæster besøgte udstillingen. Det var rekord for verdensudstillinger. Det blev tolket som et symbol på den stigende amerikanske forståelse for særstatus.
Åbningsceremonien blev afholdt i 1892, men udstillingen blev først åbnet for offentligheden 1. maj 1893 og varede til 30. oktober samme år. Ud over at fejre 400 års jubilæet for Columbus' ankomst til den nye verden, blev udstillingen brugt til at vise, at Chicago var genopstået efter den store brand, der i 1871 havde nedbrændt store dele af byen.

## Notable seværdigheder
Udstillingen i Chicago var den første der havde et område for forlystelse der var adskilt fra udstillingshallerne. I området var forlystelser som verdens første Pariserhjul, bygget af George Ferris. Hjulet var 80 meter højt og havde 36 gondoler, hver med plads til 60 personer. I en af gondolerne sad et band, der spillede hver gang hjulet kørte.
Eadweard Muybridge gav en række forelæsninger om dyrs bevægels i den zoopraxografiske hal, der var bygget til formålet. Her bruge Muybridge sit zoopraxiskop til at vise levende billeder af dyrs bevægelser for et betalende publikum. Hallen var verdens første kommercielle biograf..
Norge deltog med skibet Viking, en kopi af Gokstadskibet. Det blev bygget i Norge og sejlede over Atlanterhavet med en besætning på 92 mænd. Det blev i 1919 flyttet til Lincoln Park Zoo, hvor det stod til det blev flyttet til Good Templar Park i Geneva i 1996.

## Notable præsentationer
Disse ting blev vist for første gang under udstillingen:
- Pariserhjulet[1]
- Burgeren blev første gang introduceret for amerikanerne
- De første postkort i Amerika

## Eksterne Henvisninger
- Wikimedia Commons har flere filer relateret til World's Columbian Exposition
- The Columbian Exposition i amerikansk kultur. Arkiveret 8. august 2007 hos  Wayback Machine (engelsk)
- billeder fra Columbian Exposition Arkiveret 13. august 2007 hos  Wayback Machine (engelsk)
- Billede fra Columbian Exposition fra Illinois Institute of Technology Arkiveret 10. november 2012 hos  Wayback Machine (engelsk)
- Interaktivt kort over Columbian Exposition Arkiveret 4. april 2005 hos  Wayback Machine (engelsk)
- Chicago Postcard Museum -- En komplet samling af de første postkort produceret i USA under Columbian Exposition. (engelsk)

41°47′N 87°35′V / 41.79°N 87.58°V